# Holmes Automobile Company
Holmes Automobile Company war ein US-amerikanischer Hersteller von Automobilen.

## Unternehmensgeschichte
Arthur Holmes war lange Zeit bei der H. H. Franklin Manufacturing Company beschäftigt. Er gründete 1918 sein eigenes Unternehmen in Canton in Ohio. Er begann mit der Produktion von Automobilen. Der Markenname lautete Holmes. Planungen beliefen sich auf 4000 Fahrzeuge jährlich. Das wurde jedoch nie erreicht. Im Dezember 1921 wurde der Vizepräsident wegen Diebstahls und Unterschlagung angeklagt. 1922 begann die Insolvenz. Im Mai 1923 kam das Ende.
Insgesamt entstanden 4201 Fahrzeuge.
Es gab keine Verbindungen zu den anderen US-amerikanischen Herstellern von Automobilen der Marke Holmes: Holmes, Danville Foundry and Machine Company und Holmes Motor Vehicle Company.

## Fahrzeuge

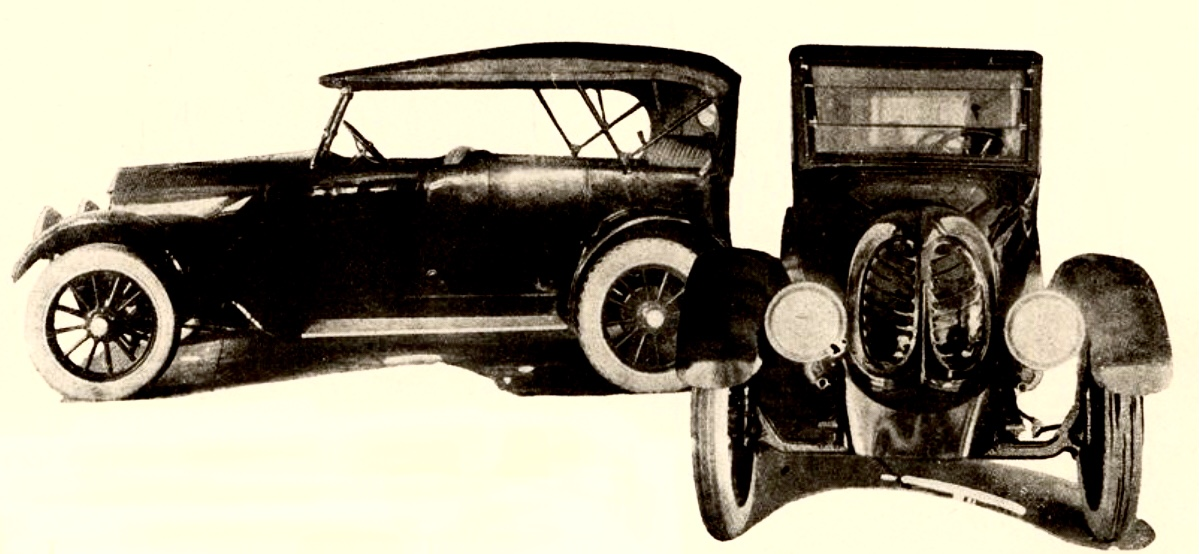
Holmes Series A

Im Angebot standen ausschließlich Fahrzeuge mit luftgekühlten Motoren. Sie waren etwas größer und teurer als die Wagen von Franklin, die ebenfalls luftgekühlt waren. Alle Serienmodelle hatten einen Sechszylindermotor. Pläne für ein Modell mit einem Vierzylindermotor konnten nicht mehr umgesetzt werden.
Von 1918 bis 1919 gab es den Series A. Der Motor war mit 29,4 PS angegeben. Der Sechszylindermotor hatte 4196 cm³ Hubraum mit 88 mm Bohrung und 115 mm Hub. Das Fahrgestell hatte 320 cm Radstand. Dieses Maß änderte sich nicht. Einziger Aufbau war ein Tourenwagen mit fünf Sitzen.
1920 wurde daraus das Model I. Der Motor blieb unverändert. Überliefert sind Tourenwagen mit sechs Sitzen, Roadster mit vier Sitzen, zwei- und viertürige Limousinen mit fünf Sitzen, eine weitere Limousine mit sieben Sitzen sowie ein sportliches Coupé mit drei Sitzen.
1921 wurde der Series 4 eingeführt, die bis zum Ende produziert wurde. Der Motor war mit 31,5 PS angegeben. Roadster und Coupé hatten vier Sitze, die Limousine sechs und der Tourenwagen sieben. Außerdem wird ein Artcraft mit fünf Sitzen genannt.
1922 gab es einen 32-PS-Motor. Der Artcraft wurde durch eine California-Limousine mit fünf Sitzen ersetzt.
1922 änderten sich nur die Aufbauten. Coupé und Tourenwagen blieben unverändert. Der Roadster hatte nur noch zwei Sitze, die Limousine dagegen sieben. Außerdem gab es wieder einen Artcraft, diesmal mit sieben Sitzen.

## Modellübersicht
| Jahr      | Modell   | Zylinder | Leistung (PS) | Radstand (cm) | Aufbau |
| --------- | -------- | -------- | ------------- | ------------- | --- |
| 1918–1919 | Series A | 6        | 29,4          | 320           | Tourenwagen 5-sitzig |
| 1920      | Model I  | 6        | 29,4          | 320           | Tourenwagen 6-sitzig, Roadster 4-sitzig, zwei- und viertürige Limousine 5-sitzig, Limousine 7-sitzig, Sport Coupé 3-sitzig |
| 1921      | Series 4 | 6        | 31,5          | 320           | Tourenwagen 7-sitzig, Roadster 4-sitzig, Artcraft 5-sitzig, Coupé 4-sitzig, Limousine 6-sitzig                             |
| 1922      | Series 4 | 6        | 32            | 320           | Tourenwagen 7-sitzig, Roadster 4-sitzig, California Limousine 5-sitzig, Coupé 4-sitzig, Limousine 6-sitzig                 |
| 1923      | Series 4 | 6        | 32            | 320           | Tourenwagen 7-sitzig, Roadster 2-sitzig, Artcraft 7-sitzig, Coupé 4-sitzig, Limousine 7-sitzig                             |

## Produktionszahlen
| Jahr  | Produktionszahl |
| ----- | --------------- |
| 1918  | 713             |
| 1919  | 573             |
| 1920  | 1112            |
| 1921  | 973             |
| 1922  | 617             |
| 1923  | 213             |
| Summe | 4201            |

Quelle: